# Julie Manet
Pour les articles homonymes, voir Manet.
Julie Manet, née le 14 novembre 1878 à Paris où elle meurt le 21 novembre 1966, est une artiste peintre et une collectionneuse française d'œuvres d'art.

## Biographie
Née le 14 novembre 1878 à 11 heures du matin au 9 avenue d'Eylau, Julie Manet est le seul enfant de Berthe Morisot et d'Eugène Manet, le frère cadet d'Édouard Manet.
Elle posa tout le long de sa vie pour sa mère et pour d'autres peintres impressionnistes, par exemple Auguste Renoir qui en 1887 fait son portrait tenant un chat dans sa toile Julie Manet. En 1896, elle est photographiée avec Stéphane Mallarmé, son tuteur depuis 1892, année de décès de son père. 
Le 29 mai 1900, trois ans après leur rencontre au Louvre, elle épouse Ernest Rouart, peintre et fils du peintre Henri Rouart. Le mariage, célébré à la mairie du 16e arrondissement, est une double cérémonie au cours de laquelle sa cousine Jeannie Gobillard épouse Paul Valéry. De son mariage avec Rouart elle a trois enfants : Julien  (né en 1901), Clément (né en 1906) et Denis (né en 1908).
Elle a écrit un Journal qui donne un aperçu de la vie des peintres français de son temps (notamment Renoir, Degas, Monet et Sisley) ainsi que de l'affaire Dreyfus et de la visite du tsar de Russie Nicolas II en 1896.
Avec son mari, elle s'engage à défendre et à faire reconnaître les œuvres des impressionnistes. Au cours des années 1930, le couple va promouvoir ceux-ci en célébrant les centenaires des peintres impressionnistes à travers des expositions monographiques. Ils vont être aidées par leur proximité avec Paul Jamot, conservateur honoraire du Louvre.
Elle consacra sa vie à valoriser la peinture impressionniste, mais surtout à faire reconnaître l'art de sa mère, Berthe Morisot. Selon Marianne Mathieu, directrice scientifique du musée Marmottan Monet, « Berthe Morisot n'est entrée dans l'histoire en tant que peintre que grâce à l'intervention et l'abnégation de Julie ».
En 1961, Julie Manet, après avoir commencé durant la Grande Guerre, parvient à publier le tout premier catalogue raisonné des œuvres de Berthe Morisot. Son fils, Denis Rouart, historien d'art et conservateur du musée des Beaux-Arts de Nancy, préface l'ouvrage.
Elle meurt en 1966 au 40, rue de Villejust (actuelle rue Paul-Valéry), dans l'immeuble que sa mère a fait construire, dont elle a hérité et que Paul Valéry a aussi habité. Elle est enterrée à Paris au cimetière de Passy (2e division) à côté de son mari Ernest Rouart.

### Famille
L'écrivain Jean-Marie Rouart est son petit neveu.

## Publication
- Journal, 1893-1899 : sa jeunesse parmi les peintres impressionnistes et les hommes de lettres, Paris, Librairie C. Klincksieck, 1979, 292 p.
  - (en) Growing Up with the Impressionists : The Diary of Julie Manet  (trad. Rosalind de Boland Roberts, Jane Roberts), Londres, Sotheby's Publication, 1987 (ISBN 978-0-85667-340-5, LCCN 87060457)

## Galerie

Portraits de Julie Manet
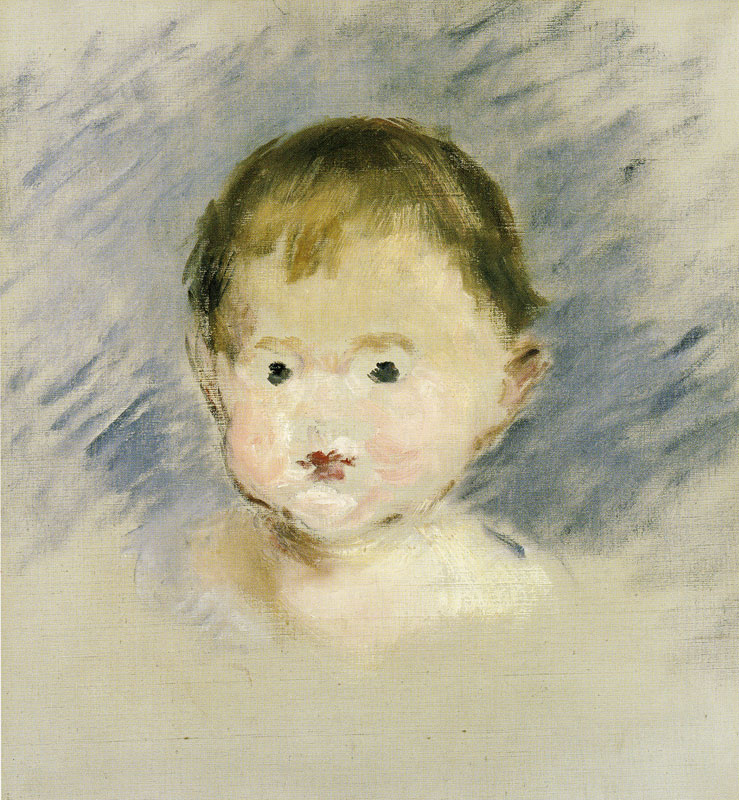
Tête d’enfant (Julie Manet), Édouard Manet, 1879, collection particulière.
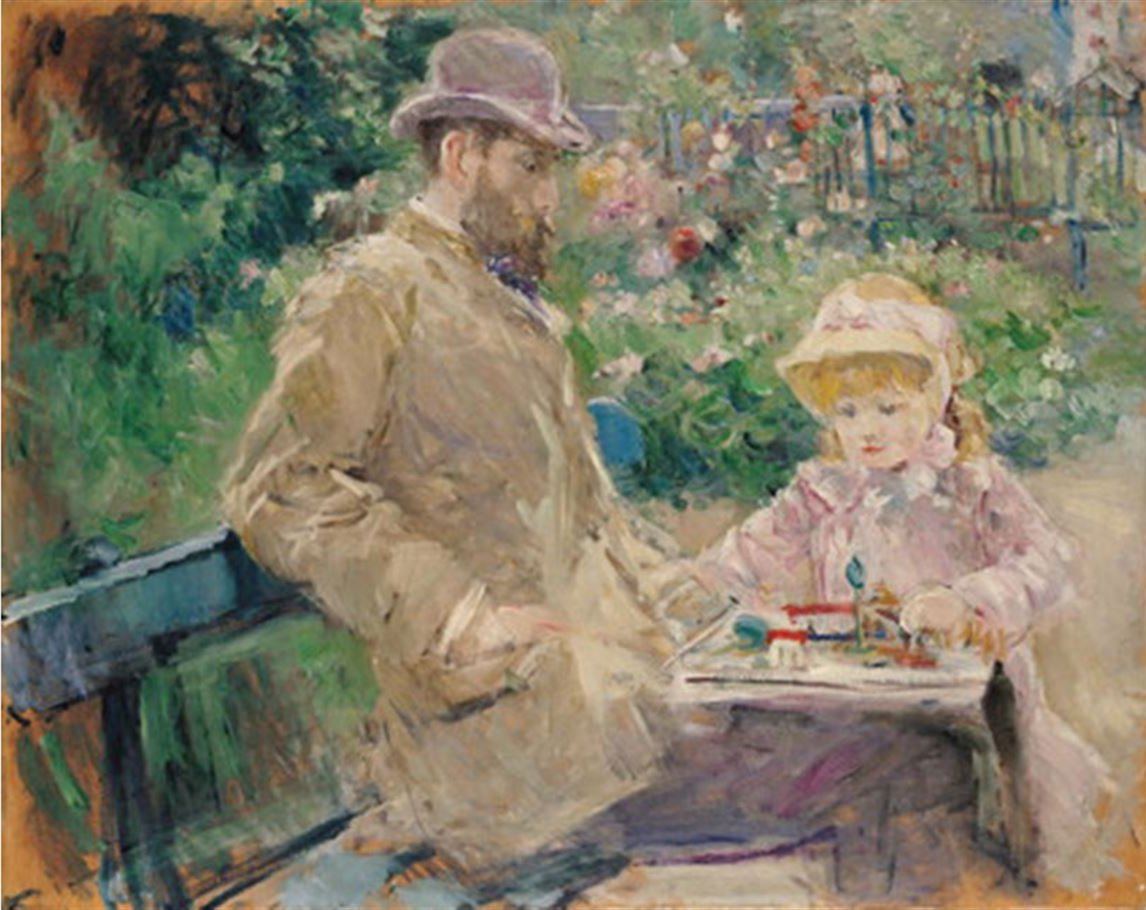
Berthe Morisot, Eugène Manet et sa fille à Bougival (1881), Paris, musée Marmottan Monet.
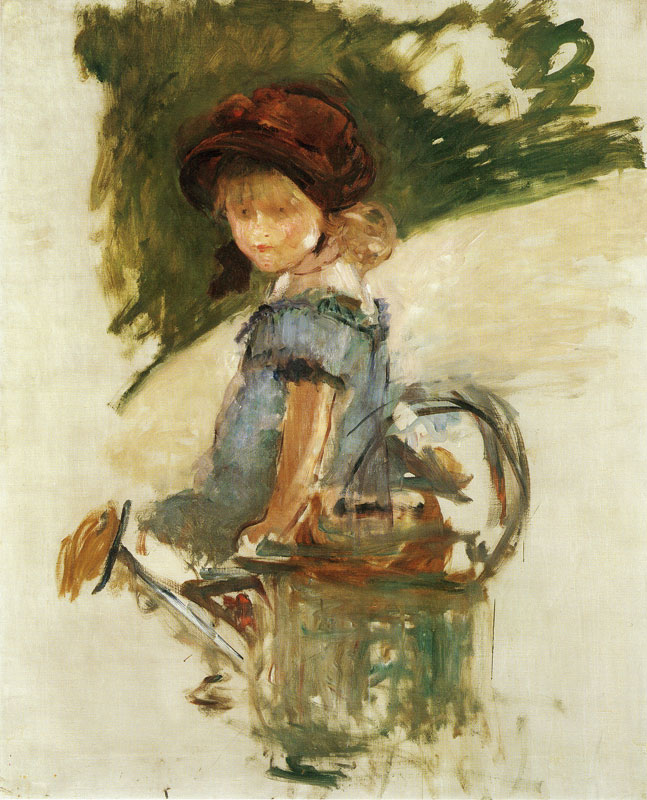
Édouard Manet, Julie Manet assise sur un arrosoir (1882), collection particulière[6].
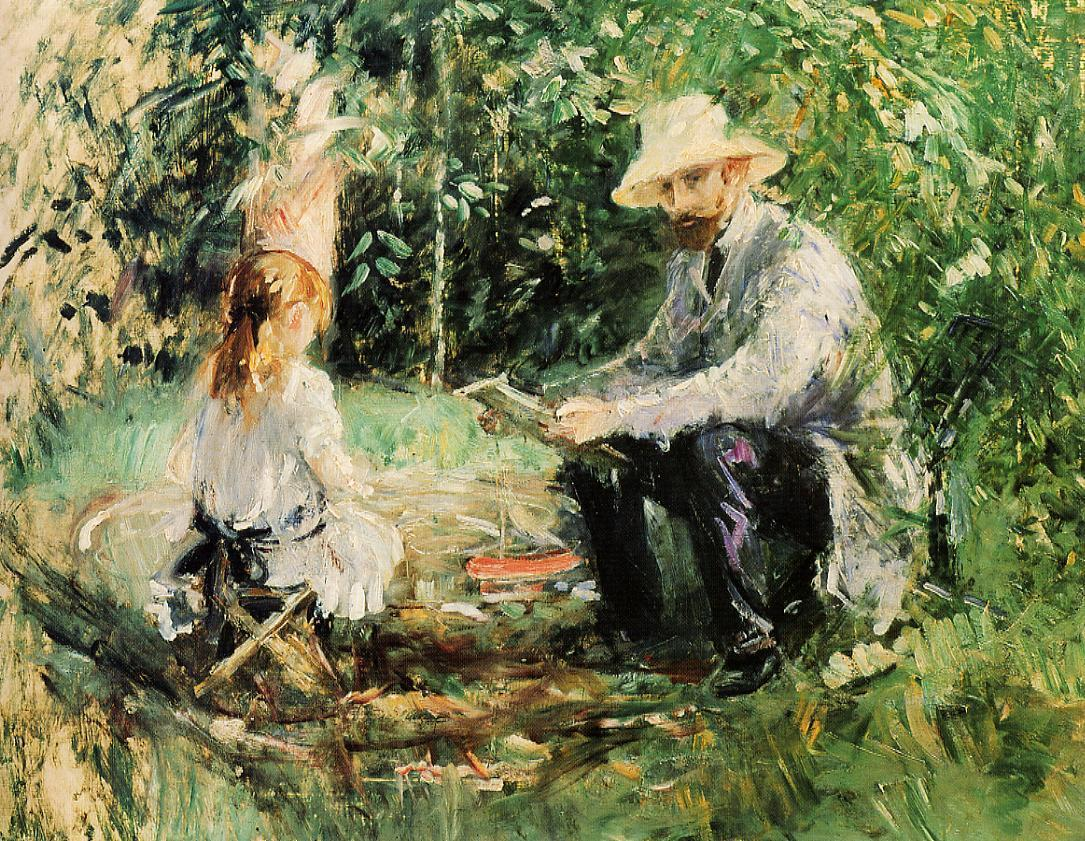
Attribué à Berthe Morisot, Eugène Manet et sa fille dans le jardin (1883), collection particulière.
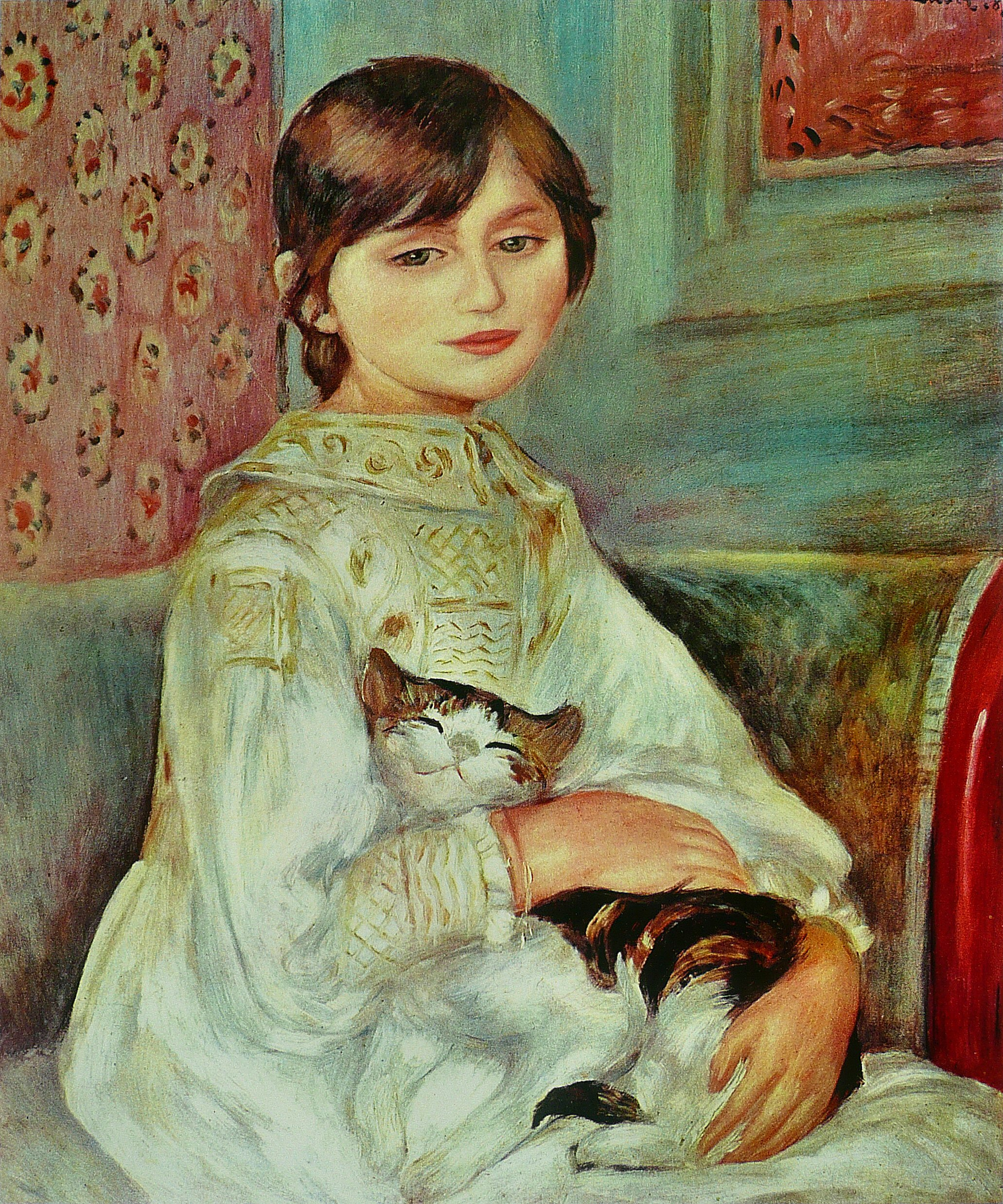
Pierre-Auguste Renoir, Portrait de Julie Manet (1887), Paris, musée d'Orsay.
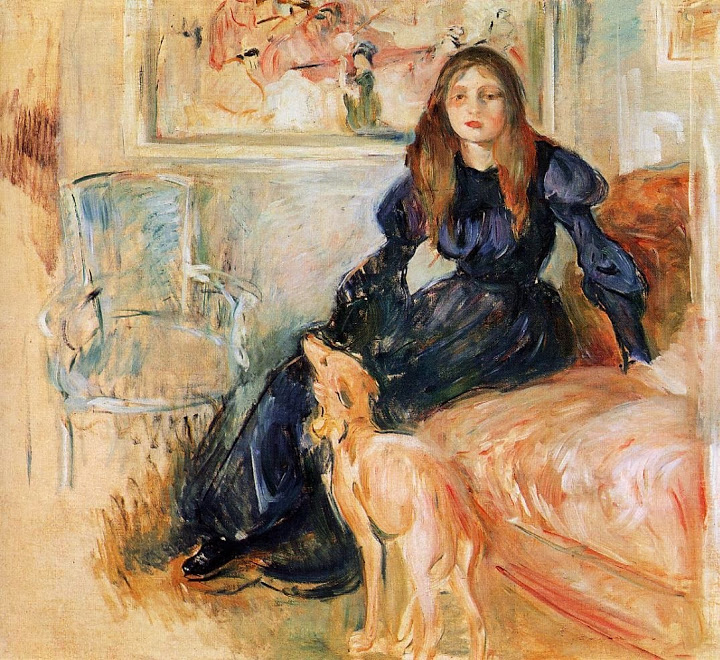
Berthe Morisot, Julie Manet et sa levrette Laërte (1893), Paris, musée Marmottan Monet.
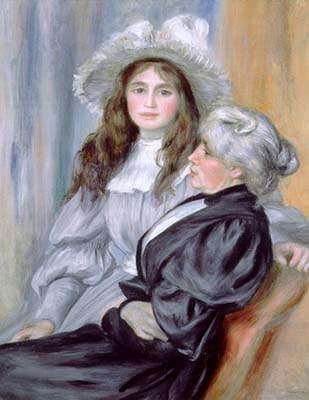
Pierre-Auguste Renoir, Portrait de Berthe Morisot et de sa fille Julie Manet (1894), collection particulière[7].
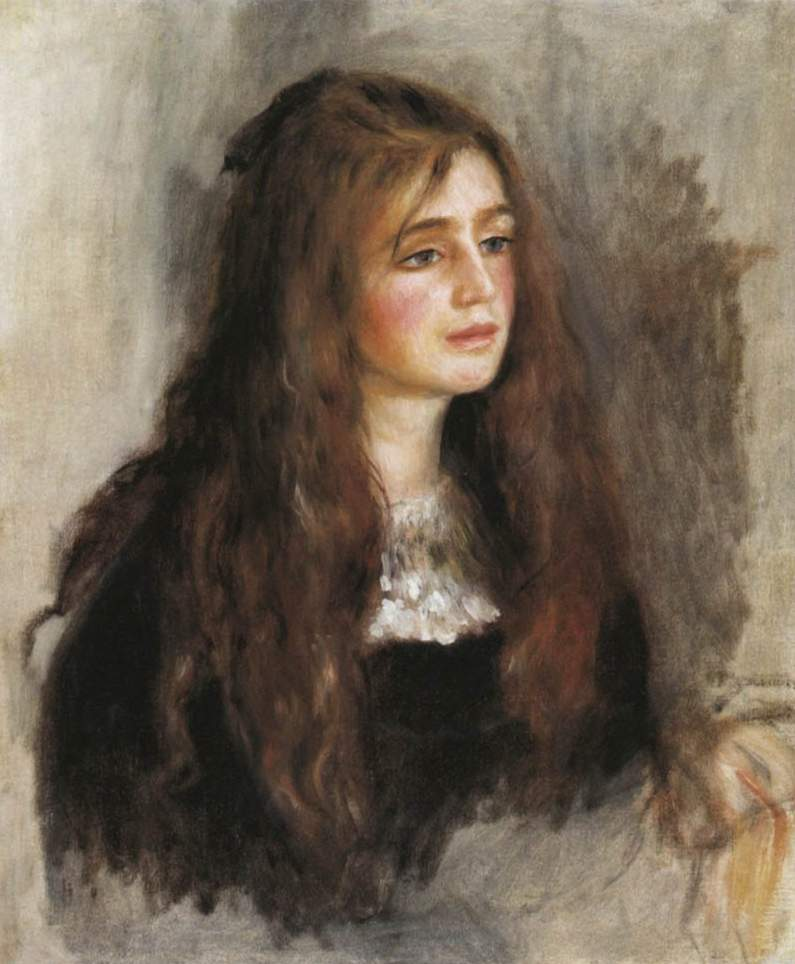
Pierre-Auguste Renoir, Portrait de Julie Manet (1894), Paris, musée Marmottan Monet.

## Exposition
- « Julie Manet, la mémoire impressionniste », musée Marmottan Monet (Paris), du 19 octobre 2021 au 20 mars 2022[8].